# Oligoneoptera
 (septembre 2012).
Si vous disposez d'ouvrages ou d'articles de référence ou si vous connaissez des sites web de qualité traitant du thème abordé ici, merci de compléter l'article en donnant les références utiles à sa vérifiabilité et en les liant à la section « Notes et références ».
Le terme Oligoneoptera, qui désigne un ensemble d'insectes, ne fait pas partie de la classification classique. Les autres pages de Wikipedia designent cet ensemble d'insecte sous le terme Endopterygota ou Holometabola.
Les oligonéoptères (Oligoneoptera) sont un super-ordre d'insectes, de la sous-classe des ptérygotes et de la section des néoptères. 
Ils sont caractérisés par : 
- un champ jugal possédant une seule nervure ;
- des pièces buccales présentant une grande diversité ;
- des ailes présentant une grande diversité de formes ;
- des nervures relativement nombreuses ;
- dans certains cas, existence de dispositifs d'accrochage entre la première et la seconde paire d'ailes ;
- des cerques réduits ou inexistants.

Les oligonéoptères représentent le groupe le plus riche en espèces.
Douze ordres appartenant à la sous-section des néoptères constituent les oligonéoptères : 
- coléoptères (scarabées, cantharides, vers luisants, taupins, dermestes, coccinelles, capricornes, bruches, chrysomèles, charançons, scolytes, hannetons, carabes, bousiers, doryphores, cétoines) ;
- diptères (mouches, moustiques) ;
- hyménoptères (guêpes, abeilles, fourmis) ;
- lépidoptères (papillons) ;
- mécoptères (panorpes) ;
- mégaloptères (sialis) ;
- névroptères (fourmilions) ;
- raphidioptères ;
- siphonaptères (ou aphaniptères) (puces) ;
- strepsiptères (stylops) ;
- trichoptères (phryganes).